# Milngavie
Milngavie (/mᵻlˈɡaɪ/; in scozzese Mulguye; in gaelico scozzese Muileann-Gaidh; 13 010 ab. nel 2016) è una città del Regno Unito che si trova nel Dunbartonshire Orientale, in Scozia sud-occidentale, nella valle del fiume Allander.

## Geografia fisica
Milngavie si trova a circa 16 chilometri a nord-ovest di Glasgow.

## Storia
Il villaggio è noto - con il nome di Millgay - almeno a partire dagli inizi del XVII secolo, quando fu costruito un mulino in loco (da cui il nome).
In seguito, la cittadina iniziò a svilupparsi come centro dell'industria tessile.
Nel 1871, venne quindi realizzata la ferrovia che la collegava con Glasgow.
Nel 1930, l'ingegnere George Bennie progettò per collegare la località a Glasgow la costruzione del Railplane, un treno che doveva viaggiare su un binario sospeso a 130 metri d'altezza, ma il progetto non fu realizzato a causa dei successivi problemi finanziari di Bennie.

## Monumenti e luoghi d'interesse
Nei dintorni di Milngavie, si trova il Mugdock Castle, risalente al XIV secolo e trasformato in una residenza di campagna nel 1875.

## Società

### Evoluzione demografica
Nel 2014, la popolazione stimata di Milngavie era pari a circa 13.010 abitanti.
La località ha conosciuto quindi un decremento demografico rispetto al 2011, quando contava 13.029 abitanti e soprattutto rispetto al 2001, quando contava 13.340 abitanti.